# Providence, Rhode Island

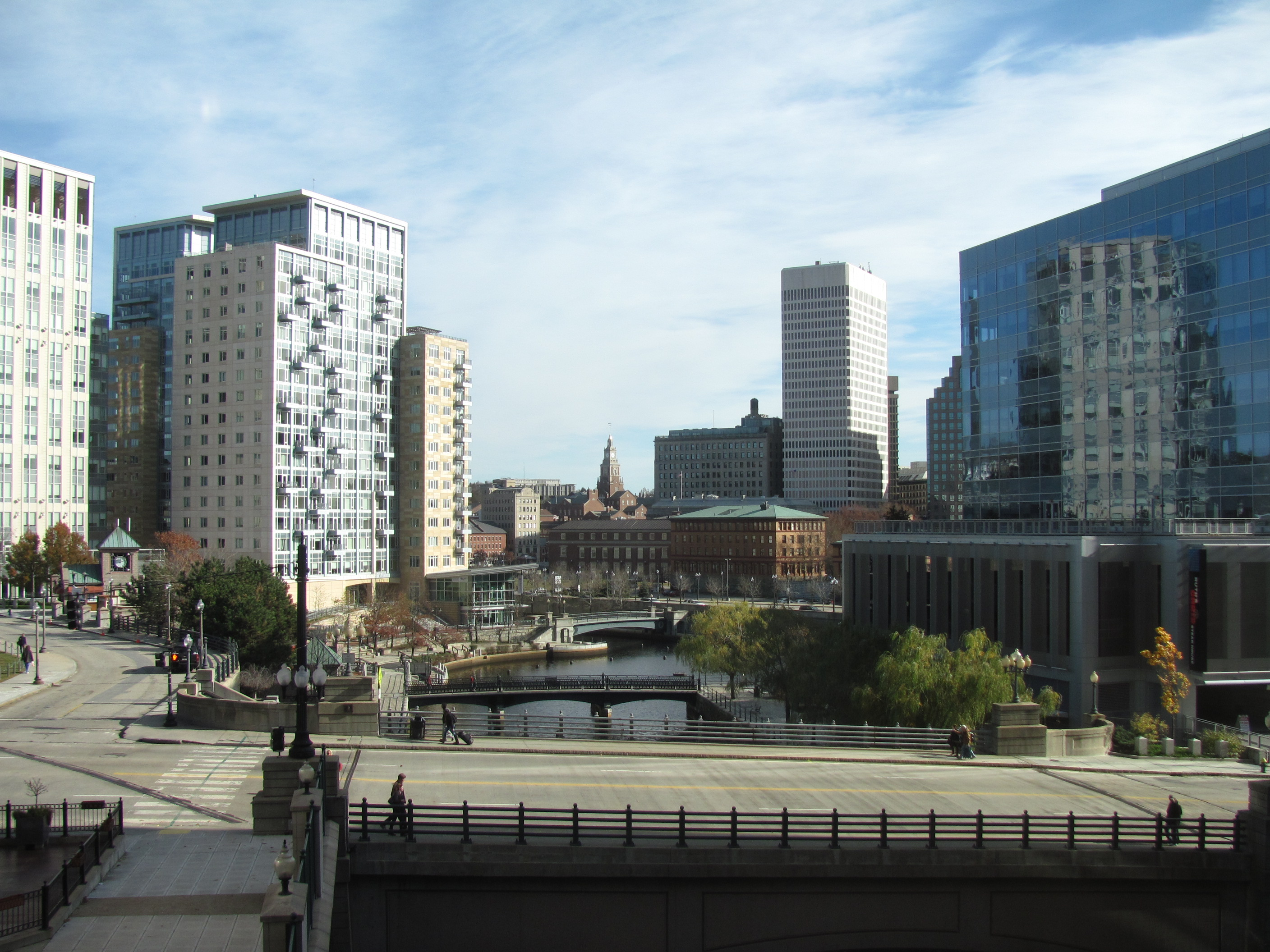

Providence este un oraș din comitatul Providence, statul  Rhode Island,  Statele Unite ale Americii.

## Personalități născute aici
- John Bates Clark (1847 - 1938), economist;
- Howard Phillips Lovecraft (1890 - 1937), scriitor;
- Eugene Forde (1898 - 1986), regizor;
- Nicholas Colasanto (1924 - 1985), actor, regizor;
- David Hedison (1927 - 2019), actor;
- Cormac McCarthy (1933 - 2023), scriitor;
- Marilyn Chambers (n. 1952 - 2009), actriță porno;
- Robert Tine (1955 - 2019), scriitor;
- Łukasz Sebastian Gottwald (cunoscut ca Dr. Luke, n. 1973), muzician;
- Blu Cantrell (n. 1976), cântăreață;
- Miguel Cotto (n. 1980), boxer;
- Damien Chazelle (n. 1985), regizor, scenarist, producător de film.

1. ↑   https://www.providenceri.gov/mayors-office/, accesat în 10 mai 2022 Lipsește sau este vid: |title= (ajutor)
2. ↑  2010 U.S. Gazetteer Files, accesat în 9 iulie 2020